# Oenas rubriceps
Oenas rubriceps is een keversoort uit de familie van oliekevers (Meloidae). De wetenschappelijke naam van de soort is voor het eerst geldig gepubliceerd in 2004 door Dvorák.